# Mihail Bičkov
Mihail Ivanovič Bičkov (rusko Михаил Иванович Бычков), ruski hokejist, * 22. maj 1926, Ljuberci, Moskovska oblast, Rusija, † 17. maj, 1997, Rusija.
Bičkov je v sovjetski ligi igral celotno kariero za klub Krila Sovjetov, skupno je na 280-ih prvenstvenih tekmah dosegel 208 golov. Za sovjetsko reprezentanco je nastopil na enih olimpijskih igrah, na katerih je osvojil bronasto medaljo, in dveh svetovnih prvenstvih (brez olimpijskih iger), na katerih je osvojil po eno zlato in srebrno medaljo. Za reprezentanco je nastopil na 42-ih tekmah, na katerih je dosegel štirinajst golov. Umrl je leta 1997 v starosti sedemdesetih let.

## Pregled kariere
Odebeljeno - reprezentančni nastopi, glej tudi Statistika pri hokeju na ledu.
| Moštvo          | Liga                 | Sezona |    | Redni del | Redni del | Redni del | Redni del | Redni del | Redni del |   | Končnica | Končnica | Končnica | Končnica | Končnica | Končnica |
| --------------- | -------------------- | ------ | -- | --------- | --------- | --------- | --------- | --------- | --------- | - | -------- | -------- | -------- | -------- | -------- | -------- |
| Moštvo          | Liga                 | Sezona | OT | G         | P         | T         | +/-       | KM        | OT        | G | P        | T        | +/-      | KM       |          |          |
| Sovjetska zveza | Svetovno prvenstvo A | 54     |    | 7         | 2         |           | 2         |           |           |   |          |          |          |          |          |          |
| Sovjetska zveza | Svetovno prvenstvo A | 55     |    | 7         | 2         |           | 2         |           |           |   |          |          |          |          |          |          |
| Sovjetska zveza | Olimpijske igre      | 60     |    | 7         | 1         | 3         | 4         |           | 4         |   |          |          |          |          |          |          |
| Skupaj          |                      |        |    | 21        | 5         | 3         | 8         |           | 4         |   |          |          |          |          |          |          |